# Большой скалистый поползень
Большой скалистый поползень, или большой скальный поползень (лат. Sitta tephronota) — птица из семейства поползневых.
Длина тела 15-16 см. Вес 42,7—55 г. Верхняя сторона серая, нижняя белая с рыжеватым оттенком на боках. От клюва через глаз идёт чёрная полоса.
Вид распространён в горных районах Закавказья, Средней и Центральной Азии.
Живёт оседло. Типичный обитатель горных районов. Прекрасно лазает по скалам и может держаться даже вниз головой. Питается насекомыми.
Размножение происходит с начала апреля до первой декады июня. Гнездо из глины строит на скалах, реже на глиняных могильниках, на высоте от 1 до 30 метров от земли. В кладке от 4 до 9 (обычно 5—7) яиц.